# San Luis de la Paz
San Luis de la Paz – miasto w Meksyku, w stanie Guanajuato.